# Willis-Gletscher
Der Willis-Gletscher ist ein 8 km Talgletscher im ostantarktischen Viktorialand. Er fließt in der Saint Johns Range vom Schist Peak entlang der Westseite des Mount Harker zum Debenham-Gletscher.
Kartiert wurde der Gletscher bei einer von 1959 bis 1960 dauernden Kampagne im Rahmen der neuseeländischen Victoria University’s Antarctic Expeditions. Namensgeber ist der neuseeländische Geophysiker Ian A. G. Willis, Teilnehmer der Expedition.